# Камизяк
Камизя́к (рос. Камызяк) — місто на півдні Астраханської області, районний центр Російської Федерації. Місто відоме своїми рибними промислами, командою КВК з Вищої ліги «Збірна Камизяцького краю», саме тут знаходиться основний насіннєвий центр баштанництва Росії.

## Походження назви
Назва Камизяк має декілька варіантів утворення:
- назва походить від імені старшого на учузі татарина по імені Камзяк;
- у перекладі з тюркського «кум-зяк» — піщана коса, так як учуг розташовувався саме на косі;
- назва походить від казахского «камыс» — корінь очерету, який поширений в цих краях[4].

## Історія

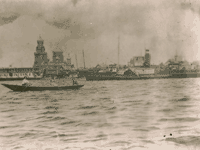
Вид на село (19 століття)

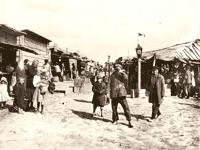
Центр села (19 століття)

Згідно з письмовими свідченнями село Камизяк утворилось 1560 року при риболовецькому учузі князів Куракіних. До цього навколишні землі належали Казахському ханству. Першими жителями були заслані поселенці, які в основному займались рибним промислом. Із доповіді рибної контори відомо, що у містечку на той час була збудована дерев'яна церква. При управлінні учуга князями Куракіними вилов риби у містечку був досить великий і навколишня місцевість отримала назву «Золоте дно». 1568 року тут був заснований Астраханський Троїцький монастир, 1646 року царською грамотою було затверджено монастирське володіння Іванчуцьким учугом та Троїцьким бугром. 1655 року монахи збудували церкву Святої Живоначальної Трійці. 1670 року тут бував Степан Разін, саме тут він зібрав флот і навесні почав свій похід на Персію.
1860 року під час облаштування фарватеру на Шараповській косі для вільного виходу пароплавів річку Камизяк прочистили, відповідно вилов риби, яка тепер мала також вільний прохід річкою, зменшився. 1872 року при орендаторі Мухановому рибні промисли перейшли південніше, але саме населення залишилось жити на старому місці. У 1890-их роках у містечку діяли двокласна церковно-парафіяльна школа, сільське чоловіче однокласне училище та жіноче училище. 1900 року булм відкриті бібліотека при чайній та початкова школа. За охорону здоров'я відповідав лише один фельдшер. Розвивалась також і промисловість — був збудований цегляний завод, діяли декілька виробничих магазинів, аптека. У містечку було дві церкви, а основним населенням були росіяни, татари та казахи.
1918 року село Камизяк стає волосним центром Астраханського повіту. 1924 року місцеві рибалки об'єднались у перше товариство, потім були утворені нові артілями «Пчелка», «Успех» та «Новый свет». Вони організовували всю риболовлю та часткову переробку риби. 1925 року село стає центром Камизяцького району, що дало новий поштовх до розвитку населеного пункту. На той час тут діяли 2 школи, народний дім, бібліотека. Станом на 1972 рік населення міста становило 11 тисяч осіб, тому згідно з указом президії Верховної ради РРФСР від 3 лютого 1973 року село Камизяк отримало статус міста районного підпорядкування. До міської межі були включені також і сусідні сільські населені пункти — селища Табола, Зарічне, Крута Берега та Азово-Довге. Із 1975 року місто розвивається згідно з розробленим Генеральним планом.

## Географія

### Розташування
Місто Камизяк знаходиться за 30 км на південь від обласного центру в дельті річки Волга, на її рукавах Камизяк та Табола, які утворились шляхом роз'єднання рукава Кізань. Сучасні межі міста затверджені законом Астраханської області від 6 серпня 2004 року № 43. У межах міста протікають річки Камизяк, Кігач, Табола, єрики Суха Таболишка, Поперечний.

### Клімат
| Клімат Камизяка                                               | Клімат Камизяка | Клімат Камизяка | Клімат Камизяка | Клімат Камизяка | Клімат Камизяка | Клімат Камизяка | Клімат Камизяка | Клімат Камизяка | Клімат Камизяка | Клімат Камизяка | Клімат Камизяка | Клімат Камизяка | Клімат Камизяка |
| Показник                                                      | Січ.            | Лют.            | Бер.            | Квіт.           | Трав.           | Черв.           | Лип.            | Серп.           | Вер.            | Жовт.           | Лист.           | Груд.           | Рік             |
| Середній максимум, °C                                         | −0,4            | 0,3             | 6,5             | 17,0            | 23,7            | 29,0            | 31,7            | 29,8            | 23,5            | 15,5            | 6,2             | 0,7             | 15,4            |
| Середня температура, °C                                       | −3              | −2,9            | 2,6             | 12,2            | 19,3            | 24,5            | 27,0            | 25,1            | 18,7            | 11,2            | 3,1             | −1,9            | 11,4            |
| Середній мінімум, °C                                          | −5,8            | −6,2            | −1,3            | 7,1             | 13,7            | 18,8            | 21,2            | 19,6            | 13,4            | 6,9             | 0,1             | −4,7            | 7,0             |
| ------------------------------------------------------------- | --------------- | --------------- | --------------- | --------------- | --------------- | --------------- | --------------- | --------------- | --------------- | --------------- | --------------- | --------------- | --------------- |
| Джерело: http://astrakhan-meteo.ru/kamyzjak/pivot/temperature |                 |                 |                 |                 |                 |                 |                 |                 |                 |                 |                 |                 |                 |

## Населення
| 1901 | 1959 | 1970 | 1972  | 1975  | 1989  | 2002  | 2010  | 2011  |
| ---- | ---- | ---- | ----- | ----- | ----- | ----- | ----- | ----- |
| 3066 | 3900 | 6700 | 11000 | 12700 | 15100 | 16100 | 16314 | 16291 |

За національним складом у місті проживають росіяни (83 %), казахи (12 %) та українці (3 %).

## Господарство

### Промисловість
Промисловість міста представлена підприємствами легкої (швейна, друкарська), харчової (рисова, консервна) та переробної (будівництво та будівельних матеріалів) галузей. Основними промисловими підприємствами є Камизяцьке дослідно-експериментальне спеціалізоване підприємство при Міністерстві внутрішніх справ Росії з випуску засобів індивідуального броньованого захисту та форменого обмундирування для співробітників поліції, ТОВ «Сервіс-Б», яка займається будівництвом, птахофабрика.

### Транспорт
Через місто проходять автомобільні траси Астрахань-Камизяк-Кіровський, Камизяк-Каралат та Камизяк-Тузуклей. Камизяк має пристань на одній з проток Волги, тому має водних вихід як до Астрахані, так і до Каспійського моря.

## Соціальна сфера

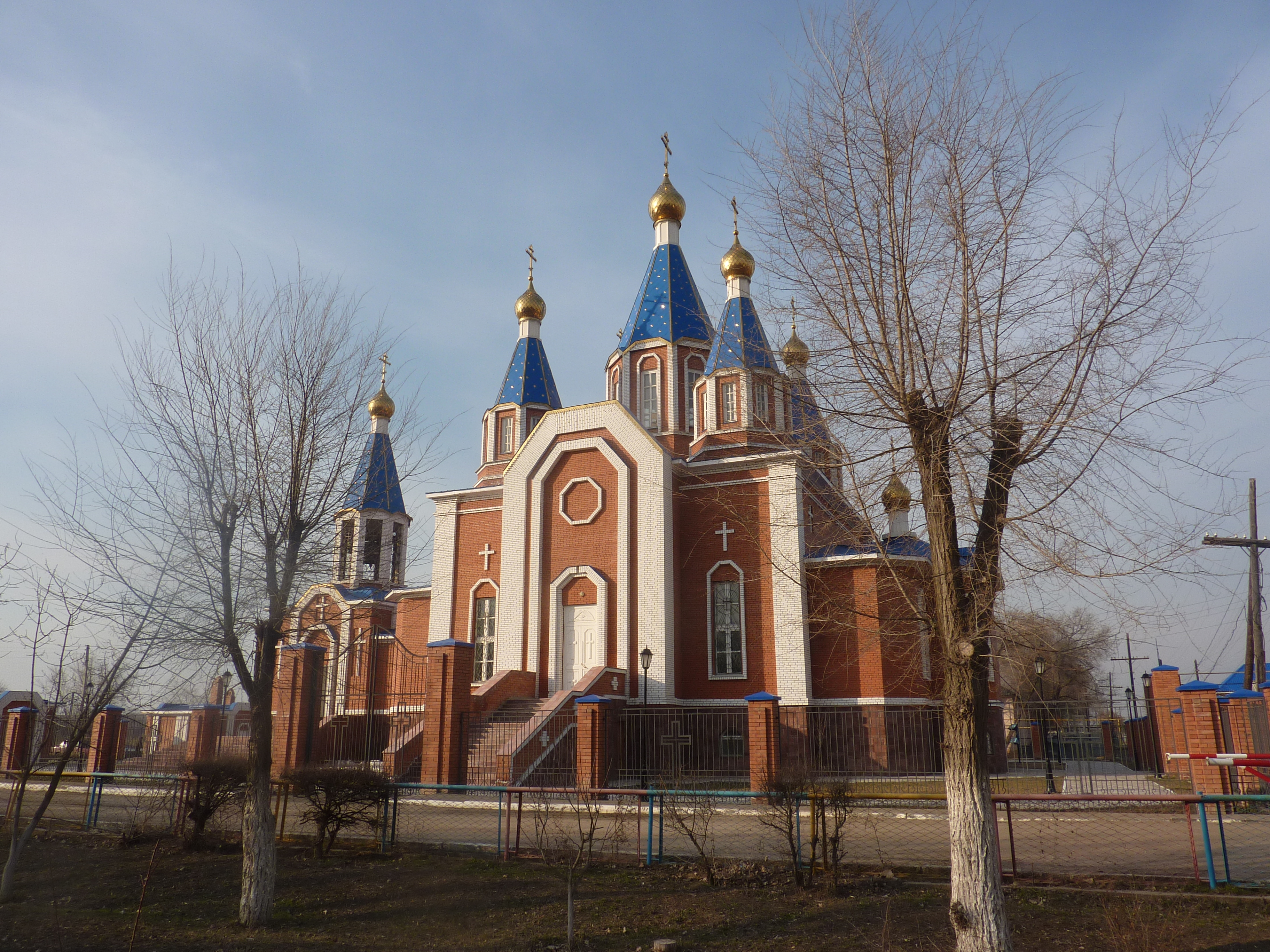
Церква Смоленської ікони Божої Матері

### Освіта
У Камизяку діють ліцей, середня школа, 2 початкові школи, 7 садочків, технічне училище, сільськогосподарський коледж, у якому розташовано філію Донського сільськогосподарського університету. Серед позашкільних закладів відкрито районна дитяча школа мистецтв № 8.

### Наука
З 1966 року у місті діє Всеросійський науково-дослідницький інститут зрошувального овочівництва та баштанництва Російської академії сільськогосподарських наук, який займається розробкою та удосконаленням інтенсивних технологій виробництва овочів, баштану, технічних та кормових культур, розробкою методів селекції і виведення нових високопродуктивних сортів та гібридів.

### Культура
У місті працює 3 клубних установи — районний будинок культури та два міських клуби. Культурне життя представлене самодіяльними колективами, 3 з яких мають звання народних — хор російської пісні, оркестр російських народних інструментів та духовий оркестр. Діє 3 бібліотеки. Окремої слави місту надає команда КВК Вищої ліги «Збірна Камизяцького краю». 2006 року був утворений муніципальний заклад культури «Родник», який відає усіма культурними заходами міста, тут знаходяться бібліотека та редакція місцевої газети.

### ЗМІ
У місті виходить газета «Камызяк. Мы — горожане», яка виходить з 18 січня 2010 року.

## Архітектура
У центральній частині міста сформувався громадський культурно-історичний центр, до складу якого входять міський парк разом із братською могилою учасників Громадянської війни, пам'ятником, встановленим тут 1938 року, меморіальним комплексом пам'яті загиблим жителям міста в роки Другої світової війни та церквою Смоленської ікони Божої Матері.

## КВН (КВК)
У Вищій лізі КВК грає команда «Збірна Камизякського краю» — чемпіон сезону 2015. Завдяки команді назву міста стало широко відомо в і країнах СНД. Візитною карткою команди став номер-серіал про Камизякський суд, де у пародійний спосіб розігруються засідання провінційного суду. Команда відома також номером, присвяченим меру міста Камизяк.

## Відомі люди
Звання Почесного громадянина міста мають 14 осіб.
В поселенні народився:
- Мусагалієв Азамат Тахірович (* 1984) — російський актор, гуморист і телеведучий.